# NTTマーケティングアクトProCX
株式会社NTTマーケティングアクトProCX（エヌティティマーケティングアクトプロクス、英: NTT Marketiang Act ProCX Co.,Ltd）は、大阪府大阪市都島区に本社を置くNTT西日本グループの会社。
コンタクトセンター事業をはじめとして、様々な顧客接点におけるビジネス・プロセス・アウトソーシング (BPO) 、コンサルティング、DXソリューションを提供している。

## 事業

### コンタクトセンター運営
- インバウンド、アウトバウンド、多言語通訳・翻訳、アルコールチェック代行など

### BPO
- 年末調整業務、健康診断業務、特定技能外国人人材紹介、ワンビリングサービスなど

### コンサルティング
- VOC分析、WEBサイト分析、高度FAQコンサルティングなど

### デジタルトランスフォーメーション
- 生成AIソリューション、RPA、AI-OCRなど

## 事業所
全国40拠点・8,000席のコンタクトセンターでさまざまなご要望に対応している。
首都圏、北陸、東海、関西、中国、四国、九州まで、全国40拠点のコンタクトセンターを保有しているNTTマーケティングアクトProCX。
8,000席のキャパシティを活用し、お客さまのご要望に応じて各地で効率的にセンターを稼働させることで、
大量コールが必要な業務等のご依頼にも柔軟に対応することが可能。

## 不祥事
- 2023年10月17日、NTTマーケティングアクトProCX社は、システム運用を委託している委託先 のNTTビジネスソリューションズの元派遣社員が約900万件にも上る個人情報を不正に流出していた事を発表した[2]。